# غرايز أناتومي للطلاب
غرايز أناتومي للطلاب (بالإنجليزية: Gray's Anatomy for Students)‏ هو مرجعٌ تشريحي مُستوحى من كتاب غرايز أناتومي الشهير، حيث يستهدفُ طلاب الطب في الدرجة الأولى. أُشيد بهذا المرجع لأسلوبه التوضيحي المُبتكر، والذي يتصف بالوضوح والنهج المفاهيمي للتعلم. يهدف النص إلى عرض المفاهيم الأساسية لطلاب طب الأسنان والطب والعلاج الطبيعي والعلاج اليدوي.
استُخدم كتاب غرايز أناتومي مرجعًا رئيسيًا لكل من النص والرسوم التوضيحية في كتاب غرايز أناتومي للطلاب.